# Giuseppe Casale
Giuseppe Casale (ur. 28 września 1923 w Trani, zm. 18 maja 2023 w Foggii) – włoski duchowny rzymskokatolicki, w latach 1988-1999 arcybiskup Foggii-Bovino.

## Życiorys
Święcenia kapłańskie przyjął 3 lutego 1946. 26 października 1974 został mianowany biskupem Vallo di Lucania. Sakrę biskupią otrzymał 8 grudnia 1974. 7 maja 1988 objął rządy w archidiecezji Foggia-Bovino. 27 maja 1999 przeszedł na emeryturę.